# Натализумаб
Натализумаб (англ. natalizumab) — препарат для лечения рассеянного склероза и болезни Крона, относящийся к классу моноклональных антител. Подавляет активность интегринов, содержащих субъединицу α4: интегрина α4β7 и интегрина α4β1. В редких случаях вызывает прогрессирующую мультифокальную лейкоэнцефалопатию, что послужило причиной отзыва препарата в 2005 году. Пациентские организации успешно лоббировали возвращение препарата на рынок по причине его высокой эффективности.
В феврале 2018 года компания Biogen прекратила разработки препарата в качестве терапии ишемического инсульта. Результаты показали неспособность препарата восстанавливать самостоятельность пациентов, перенесших имешический инсульт. 

## Механизм действия
Натализумаб специфично связывается с субъединицей интегринов α4, характерной для лейкоцитов. При рассеянном склерозе натализумаб блокирует взаимодействие между интегрином α4β1, экспрессируемым аутоагрессивным лимфоцитом, и молекулой VCAM-1, экспрессируемой при воспалении в эндотелии сосудов и макрофагах
Исследования продемонстрировали высокую эффективность лечения натализумабом пациентов с ремиттирующим рассеянным склерозом, как в качестве монотерапии, так и в комбинации с интерфероном бета 1а, вводившимся 1 раз в неделю внутримышечно. Частота обострений после одного года лечения снижалась на 68 % по сравнению с плацебо, а риск прогрессирования заболевания снижался на 42 % в течение двух лет. Количество новых очагов на Т2-взвешенной МРТ снижалось на 83 %, а новых очагов, накапливающих гадолиний, на 92 % за 2 года лечения.
В настоящее время Тисабри разрешен к применению 40 странах (США, Канада, Австралия, страны Европейского союза, многие страны Латинской Америки, Израиль) для лечения рассеянного склероза у пациентов с недостаточной эффективностью других препаратов. В Соединенных Штатах препарат разрешен также для лечения вторично-прогрессирующего рассеянного склероза и умеренной и тяжелой болезни Крона у взрослых пациентов. По данным на конец марта 2009 года терапию Тисабри уже получили более 52 тысяч пациентов во всем мире. Из них 24900 пациентов получали препарат более 12 месяцев, 14400 — более 18 месяцев и 6800 — более двух лет.

## Побочные эффекты
Связанные с инфузией побочные эффекты (25 % пациентов): головные боли, головокружение, кожный зуд, крапивница, астения, озноб. Тяжелые анафилактические реакции наблюдаются менее чем в 1 % случаев.
Отдаленные побочные эффекты (связаны с иммуносупрессией, обусловленной действием препарата): инфекции мочевыводящих путей, вагинальные инфекции, пневмонии, тонзиллиты, герпетические инфекции. У 0,1 % пациентов возможно повреждение печени, в связи, с чем Европейским медицинским агентством по регистрации лекарственных средств (EMEA) рекомендовано проводить регулярное обследование пациентов на предмет поражения печени при проведении лечения натализумабом.
Наиболее тяжелым побочным эффектом лечения Тисабри является прогрессирующая мультифокальная лейкоэнцефалопатия (ПМЛ) — демиелинизирующее заболевание, проявляющееся головными болями, парезами, нарушением координации, нарушением зрения, речи (афазия) и выраженными когнитивными расстройствами. Чаще всего заболевание заканчивается смертью пациента. ПМЛ связано с активизацией в условиях иммунодефицита полиомавируса JCV в центральной нервной системе. Частота ПМЛ при лечении Тисабри составляет по последним данным 1.2/10000 пациентов. Специфического лечения не существует.